# Toxocarinae
Die Toxocarinae sind eine Unterfamilie der Spulwürmer mit 90 Arten, die als Parasiten bei Säugetieren und Vögeln vorkommen.

## Merkmale
Der Ösophagus hat einen kugelförmigen bis ellipsoidalen erweiterten Endabschnitt (Ventriculus), der allerdings ohne Anhängsel ist. Von den Multicaecinae unterscheidet sich die Unterfamilie im Wirtsspektrum und durch das Fehlen einer Führungsstruktur (Gubernaculum) für die Spicula.

## Systematik
Zur Unterfamilie gehört nur eine Tribus (Toxocarini) mit wiederum nur einer Untertribus (Toxocarinii) und insgesamt vier bis sechs Gattungen:
- Mariporrocaecum
- Paradujardinia
- Porrocaecum
- Seuratascaris
- Toxocara

Die Gattung Neoascarophis, Parasiten bei Grenadierfischen, wird von Hodda ebenfalls zu den Toxocarinae gezählt, in der übrigen Literatur jedoch in die Familie Cystidicolidae (Überfamilie Habronematoidea) eingeordnet. Die monotypische Gattung Mariporrocaecum ist in ihrem taxonomischen Status unsicher und wird einigen Datenbanken zu den Anisakidae gerechnet.